# Landau
Landau, oficialmente Landau no Palatinado (em alemão:  Landau in der Pfalz), é uma cidade da Alemanha localizada no estado da Renânia-Palatinado.
Landau é uma cidade independente (kreisfreie Stadt) ou distrito urbano (Stadtkreis), ou seja, possui estatuto de distrito (Kreis). É sede da associação municipal de Verbandsgemeinde Landau-Land, sem ser membro.

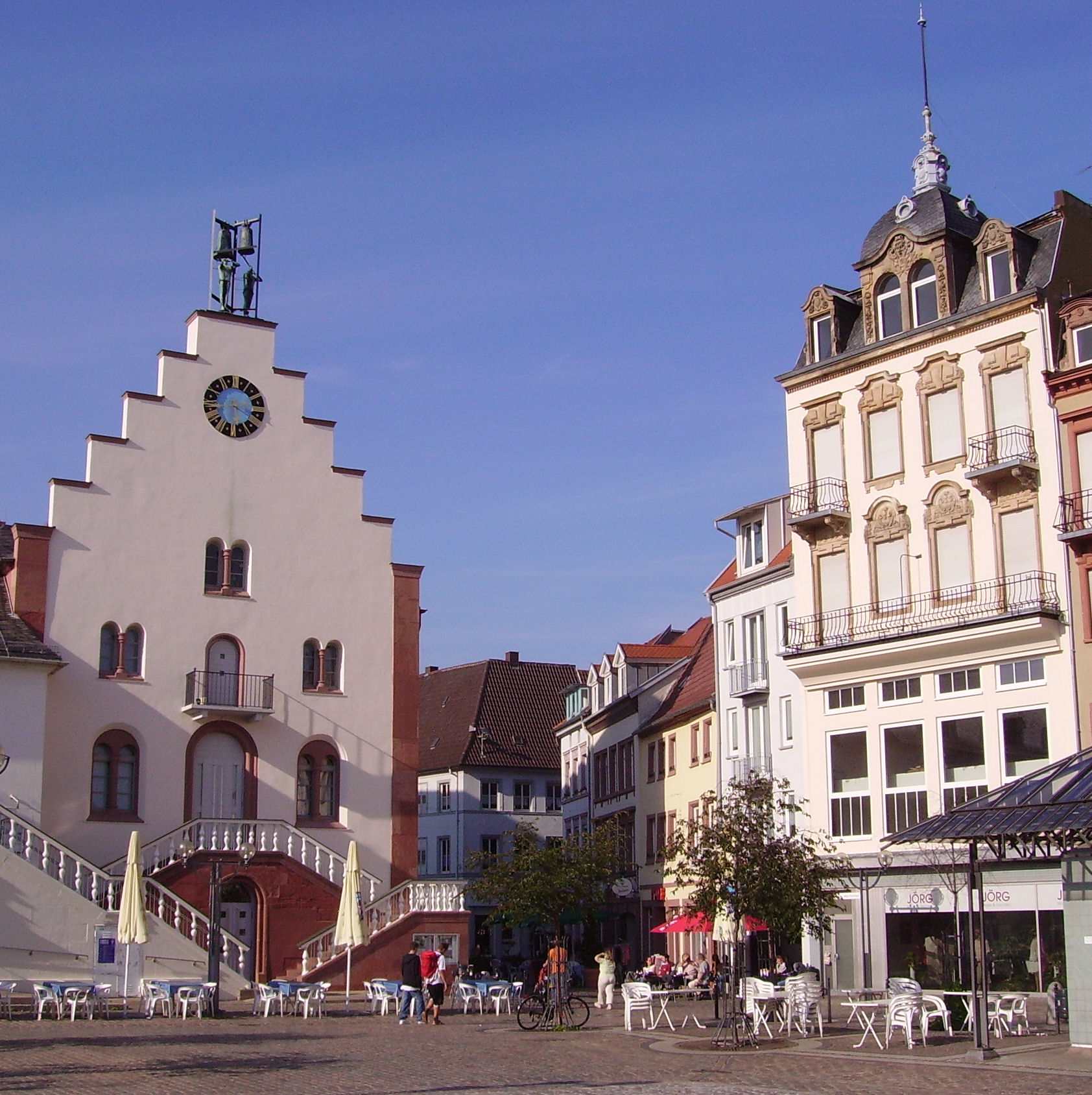
Praça da prefeitura